# Associazione Calcio Legnano 1952-1953
Questa voce raccoglie le informazioni riguardanti l'Associazione Calcio Legnano nelle competizioni ufficiali della stagione 1952-1953.

## Stagione

Giovanni Mari, presidente del Legnano dal 1952 al 1954 e dal 1979 al 1987

A causa della retrocessione in Serie B dopo un campionato disastroso terminato all'ultimo posto, e della lunga squalifica del campo comminata per l'aggressione all'arbitro Tassini, poi revocata per la retrocessione in Serie B, Pino Mocchetti lascia la carica di presidente. Viene sostituito da un commissario straordinario, Luigi Mandelli, che è a sua volta sostituito da Giovanni Mari. Mari diventa presidente a soli 32 anni, età che gli permette di stabilire un record: fino ad allora nessuna società sportiva professionistica italiana aveva mai avuto un presidente così giovane. Un'altra conseguenza delle vicissitudini della stagione precedente sono le dimissioni di Héctor Puricelli dalla carica di direttore tecnico: come unica guida tecnica resta l'allenatore Ugo Innocenti, che viene quindi riconfermato.

Luciano Lupi, al Legnano dal 1946 al 1957

L'obiettivo del Legnano di questa stagione è il ritorno immediato in Serie A. Per tale motivo, sul fronte del calciomercato, vengono acquistati il difensore Luigi Norbiato, il centrocampista Renzo Sassi e gli attaccanti Nereo Manzardo, Antonio Torreano, Sergio Mion e Enrico Motta, a fronte delle partenze dei portieri Elio Angelini e Renato Gandolfi, del difensore Raffaele Cuscela, dei centrocampisti Daniele Revere, Ludovico Tubaro, Bruno Mozzambani e degli attaccanti Bruno Mazza, Emo Roffi, Guglielmo Trevisan e Ettore Bertoni.
La stagione 1952-1953 si conclude con il 2º posto in classifica a 41 punti a pari merito con il Catania e a tre lunghezze dal Genoa capolista. Questo campionato è caratterizzato da un combattutissimo testa a testa tra le tre squadre, dove spicca il 4 a 0 casalingo del Legnano sui genoani all'undicesima giornata. L'ottimo finale dei siciliani permette agli etnei di sbarazzarsi della concorrenza delle sorprendenti Cagliari e Valdagno, riuscendo ad agganciare un lanciato ma zoppicante Legnano in seconda posizione. Per decidere chi sarebbe stata promossa in Serie A come seconda classificata, è quindi necessario uno spareggio, che viene vinto dai Lilla sul Catania per 4 a 1. Dopo una sola stagione in Serie B, il Legnano torna quindi in massima serie.

## Divise
| Casa |

## Organigramma societario
Area direttiva
- Presidente: cav. Luigi Mandelli (Commissario straordinario), poi comm. Giovanni Mari

Area tecnica
- Allenatore: Ugo Innocenti

## Rosa
| N. |                   | Ruolo | Calciatore      |
| -- | ----------------- | ----- | --------------- |
|    | Italia (bandiera) | D     | Luigi Asti      |
|    | Italia (bandiera) | C     | Edmondo Colombi |
|    | Svezia (bandiera) | A     | Ivar Eidefjäll  |
|    | Italia (bandiera) | P     | Mario Longoni   |
|    | Italia (bandiera) | A     | Enrico Loranzi  |
|    | Italia (bandiera) | A     | Luciano Lupi    |
|    | Italia (bandiera) | A     | Nereo Manzardo  |
|    | Italia (bandiera) | A     | Sergio Mion     |

| N. |                   | Ruolo | Calciatore        |
| -- | ----------------- | ----- | ----------------- |
|    | Italia (bandiera) | A     | Enrico Motta      |
|    | Italia (bandiera) | D     | Luigi Norbiato    |
|    | Svezia (bandiera) | C     | Karl-Erik Palmér  |
|    | Italia (bandiera) | D     | Franco Pian       |
|    | Italia (bandiera) | D     | Camillo Rossi     |
|    | Italia (bandiera) | C     | Luciano Sassi (I) |
|    | Italia (bandiera) | C     | Renzo Sassi (II)  |
|    | Italia (bandiera) | A     | Antonio Torreano  |

## Risultati

### Serie B

#### Girone d'andata
| Arbitro: | Silvano (Torino) |

|                                                |           |                         |
| Eidefjäll 3’, 65’ Motta 14’ Sassi I 25’ (rig.) | Marcatori | 40’ Cabas 57’ Marchetto |

| Arbitro: | Marchese (Napoli) |

|              |           |              |
| Malavasi 84’ | Marcatori | 89’ Manzardo |

| Arbitro: | Arpaia (Roma) |

|                           |           |                 |
| Manzardo 44’ Torreano 48’ | Marcatori | 75’ Scagliarini |

| Arbitro: | Corallo (Lecce) |

|                        |           |  |
| Perni 25’ Toncelli 68’ | Marcatori |  |

| Arbitro: | Ferrari Aggradi (Firenze) |

|             |           |           |
| Novello 42’ | Marcatori | 21’ Motta |

| Arbitro: | Lo Bello (Siracusa) |

|                           |           |               |
| Torreano 39’ Manzardo 76’ | Marcatori | 60’ Sansolini |

| Arbitro: | Bellè (Venezia) |

|                       |           |                     |
| Maronati 52’ Zian 74’ | Marcatori | 77’ (rig.) Sassi II |

| Arbitro: | Canavesio (Torino) |

|                                        |           |  |
| Norbiato 9’ Loranzi 26’, 44’, 46’, 84’ | Marcatori |  |

| Arbitro: | Bernasconi (Firenze) |

|                     |           |  |
| Sassi II 65’ (rig.) | Marcatori |  |

| Arbitro: | Zoli (Pontedera) |

|                                 |           |  |
| Pivatelli 54’ (rig.) Pozzan 77’ | Marcatori |  |

| Arbitro: | Bernardi (Bologna) |

|                                                 |           |  |
| Manzardo 14’ Sassi II 36’ (rig.) Motta 56’, 77’ | Marcatori |  |

| Arbitro: | Silvano (Torino) |

|                                     |           |  |
| Manzardo 20’ Loranzi 65’ Palmér 79’ | Marcatori |  |

| Arbitro: | Gemini (Roma) |

|                            |           |             |
| Frandsen 34’ Boniforti 46’ | Marcatori | 54’ Loranzi |

| Arbitro: | Zoli (Pontedera) |

|                     |           |  |
| Palmér 47’ Mion 62’ | Marcatori |  |

| Arbitro: | Cartei (Firenze) |

|           |           |               |
| Motta 33’ | Marcatori | 60’ Corradino |

| Vicenza 11 gennaio 1953 16ª giornata | Vicenza         | 0 – 0 | Legnano | Stadio Romeo Menti\| Arbitro: \| Maurelli (Roma) \| |
| Arbitro:                             | Maurelli (Roma) |       |         |                                                     |

| Arbitro: | Agnolin (Bassano del Grappa) |

|              |           |  |
| Spartano 19’ | Marcatori |  |

#### Girone di ritorno
| Arbitro: | Pieri (Trieste) |

|  |           |           |
|  | Marcatori | 45’ Motta |

| Arbitro: | Guarnaschelli (Pavia) |

|                                                 |           |                       |
| Loranzi 40’ Torreano 42’, 88’ Manzardo 45’, 53’ | Marcatori | 64’ (rig.) Colombetti |

| Treviso 8 febbraio 1953 20ª giornata | Treviso       | 0 – 0 | Legnano | Stadio Comunale\| Arbitro: \| Massai (Pisa) \| |
| Arbitro:                             | Massai (Pisa) |       |         |                                                |

| Arbitro: | Fortina (Novara) |

|                      |           |               |
| Manzardo 9’ Lupi 71’ | Marcatori | 24’ Micheloni |

| Arbitro: | Occhinegro (Taranto) |

|                                  |           |  |
| Motta 32’, 75’ Manzardo 69’, 84’ | Marcatori |  |

| Arbitro: | Arpaia (Roma) |

|                      |           |  |
| Binda 45’ Bodini 79’ | Marcatori |  |

| Arbitro: | Jonni (Macerata) |

|                                 |           |  |
| Loranzi 48’ Sassi II 57’ (rig.) | Marcatori |  |

| Arbitro: | Casu (Cagliari) |

|                         |           |                    |
| Gennari 29’, 73’ (rig.) | Marcatori | 49’ Mion 80’ Motta |

| Arbitro: | Maurelli (Roma) |

|           |           |  |
| Grisa 27’ | Marcatori |  |

| Arbitro: | Matteucci (Roma) |

|                            |           |  |
| Eidefjäll 86’ Manzardo 89’ | Marcatori |  |

| Arbitro: | Liverani (Torino) |

|                           |           |  |
| Dal Monte 14’ Firotto 68’ | Marcatori |  |

| Arbitro: | Gemini (Roma) |

|             |           |           |
| Novello 25’ | Marcatori | 51’ Motta |

| Arbitro: | Grandville (Roma) |

|                           |           |               |
| Palmér 25’ Motta 58’, 87’ | Marcatori | 82’ Boniforti |

| Arbitro: | Agnolin (Bassano del Grappa) |

|                        |           |  |
| Mannocci 76’ Brach 84’ | Marcatori |  |

| Arbitro: | Piemonte (Monfalcone) |

|                                         |           |  |
| Occhetta 46’ Petrozzi 51’ Corradino 65’ | Marcatori |  |

| Arbitro: | Marchese (Napoli) |

|             |           |  |
| Loranzi 65’ | Marcatori |  |

| Arbitro: | Piemonte (Monfalcone) |

|           |           |  |
| Motta 78’ | Marcatori |  |

#### Spareggio promozione
| Arbitro: | Massai (Pisa) |

|                                       |           |             |
| Manzardo 29’ Palmér 33’, 41’ Mion 34’ | Marcatori | 72’ Quoiani |

## Statistiche

### Statistiche di squadra
| Competizione | Punti | Totale | Totale | Totale | Totale | Totale | Totale | DR  |
| Competizione | Punti | G      | V      | N      | P      | Gf     | Gs     | DR  |
| ------------ | ----- | ------ | ------ | ------ | ------ | ------ | ------ | --- |
| Serie B      | 41    | 34     | 17     | 7      | 10     | 52     | 32     | +20 |

### Statistiche dei giocatori
| Giocatore     | Serie B  | Serie B |
| Giocatore     | Presenze | Reti    |
| ------------- | -------- | ------- |
| L. Asti       | 31       | 0       |
| E. Colombi    | 3        | 0       |
| I. Eidefjäll  | 31       | 3       |
| M. Longoni    | 35       | 0       |
| E. Loranzi    | 22       | 9       |
| L. Lupi       | 35       | 1       |
| N. Manzardo   | 33       | 12      |
| S. Mion       | 31       | 3       |
| E. Motta      | 28       | 13      |
| L. Norbiato   | 16       | 1       |
| K.E. Palmér   | 27       | 5       |
| F. Pian       | 33       | 0       |
| C. Rossi      | 1        | 0       |
| L. Sassi (I)  | 11       | 1       |
| R. Sassi (II) | 34       | 4       |
| A. Torreano   | 14       | 4       |